# Браун, Владимир Александрович
Влади́мир Алекса́ндрович Бра́ун (1 [13] января 1896, Елисаветград, Херсонская губерния — 21 августа 1957, Киев) — советский кинорежиссёр. Заслуженный деятель искусств УССР (1954), лауреат Сталинской премии третьей степени (1952).

## Биография
Родился 1 (13) января 1896 года (согласно надгробному памятнику — 1901 года) в Елисаветграде (ныне Кропивницкий, Украина). В 1915—1919 годах учился в Киевском коммерческом институте.
Во время освобождения Крыма Красной армией от белогвардейцев работал оператором на съёмках фильма «Радость жизни». Вместе с товарищем, в то время мичманом Филиппом Октябрьским был задержан и приказом Белы Куна и Розалии Землячки приговорён к расстрелу вместе с другими белогвардейцами. Будучи раненными, оба выжили благодаря тому, что находились в последнем ряду и вовремя спрыгнули в овраг. Затем некоторое время скрывались у родственников.
Демобилизовавшись в 1923 году, поступил работать на ленинградскую студию «Кино-север» (впоследствии «Ленинградкино», «Совкино» и т. д.), в 1924 году занимался в киномастерской Александра Ивановского, с 1925 года работал в качестве ассистента режиссёра на фильмах: «Чудо с самогоном / Три друга» (1925, реж. В. Фейнберг), «Могила Панбурлея» (1927, реж. Ч. Сабинский и В. Фейнберг), «Инженер Елагин / Специалист» (1928, реж. В. Фейнберг), и «Каан-кэрэдэ / Крылатый бог или Жертвы крылатого бога» (1929, реж. В. Фейнберг), «Мёртвая душа / Бумеранг» (1930, реж. В. Фейнберг). Далее — режиссёром, начал как постановщик мелодрам, однако уже после фильма «Блестящая карьера» (1932) переключился на близкую ему морскую тему.
Вспоминал критик Н. А. Коварский: «Много лет я был с ним дружен и, честно говоря, до сих пор не понимаю, откуда в этом человеке возникла странная, непонятная, неизвестно как зародившаяся любовь к морю. Между… Ораниенбаумом и Кронштадтом ходили в ту пору маленькие пароходики. Так вот его подташнивало даже во время поездок на этих пароходиках. Очевидно, любовь к морю была результатом детских увлечений, сохранившихся потом на всю жизнь».
Для фильма по следам Инвергордонского мятежа — «Королевские матросы» (1934) британское адмиралтейство выделило консультанта, который, по свидетельству сценариста Николая Коварского, был поражён знаниями Брауна в области личного состава английского флота.
«Сокровище погибшего корабля» 1935 года стал первым советским фильмом, где использовались подводные съёмки. Следующий фильм «Моряки» (1939) Браун снимал на Одесской киностудии, где с большим размахом воспроизвёл боевые действия на море. «Морской ястреб» он также начинал снимать в Одессе, однако после оккупации города немцами и вынужденной эвакуации работа продолжилась уже в Ташкенте.
 С 1945 года работал на Киевской киностудии.
Этапными в карьере Брауна стали два поздних фильма: «Максимка» (1952) и «Мальва» (1956). Первый растрогал зрителей настолько, что режиссёр стал регулярно получать письма с предложением усыновить негритёнка. По мнению Коварского, крепкая литературная основа, которой долгое время не хватало фильмам Брауна, помогла режиссёру подняться на новый уровень. Сам же Владимир Александрович так оценивал своё творчество:
 «Я знаю, что я средний режиссёр, но мысль, что мои фильмы нравятся зрителям и доставляют им удовольствие, что у меня нет фильма, который не имел бы успеха у зрителей, эта мысль мне приятна».
Был художественным руководителем фильма «Волшебная ночь» (реж. И. Новаков).
Скончался 21 августа 1957 года. Похоронен в Киеве на Байковом кладбище рядом с матерью Розалией Исааковной Браун (1881—1957).

## Фильмография

### Режиссёр
- 1930 — Наши девушки (немой)
- 1931 — Парень с берегов Миссури
- 1932 — Блестящая карьера
- 1934 — Королевские матросы
- 1935 — Сокровище погибшего корабля
- 1939 — Моряки
- 1941 — Морской ястреб
- 1942 — Синие скалы (в Боевом киносборнике № 9)
- 1942 — Сто второй километр (в Боевом киносборнике № 11)
- 1943 — Пропавший без вести
- 1943 — Три гвардейца
- 1943 — Родные берега
- 1944 — Я — черноморец!
- 1945 — В дальнем плавании
- 1946 — Советское Черноморье
- 1947 — Голубые дороги
- 1950 — В мирные дни
- 1952 — Максимка
- 1954 — Командир корабля
- 1955 — Матрос Чижик
- 1956 — Мальва
- 1956 — Море зовёт

### Сценарист

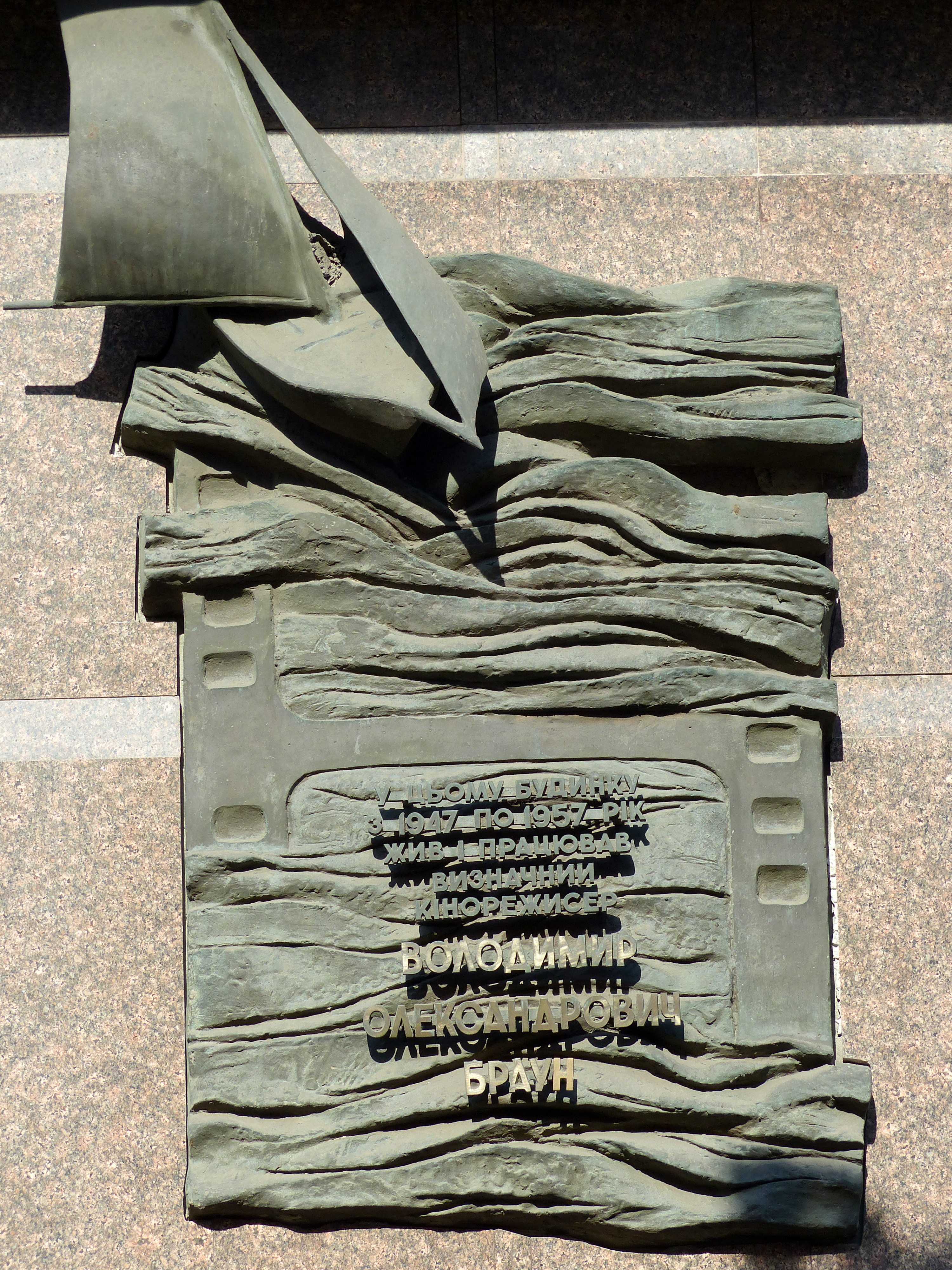
Мемориальная доска
В. А. Брауну
на ул. Саксаганского, 24

- 1932 — Блестящая карьера (совм. с М. Козаковым)
- 1955 — Матрос Чижик

## Награды и премии
- Сталинская премия третьей степени (1952) — за фильм «В мирные дни» (1950)[2]
- орден Трудового Красного Знамени (1950)
- заслуженный деятель искусств УССР (1954)

## Память
На доме 24 по улице Саксаганского в Киеве, где последние десять лет жил кинорежиссёр, в 1992 году была установлена бронзовая мемориальная доска (горельеф; скульптор В. Л. Медведев, архитектор А. М. Милецкий).

## Комментарии
1. ↑  История расстрела в пересказе Александра Кузнецова, поведанная ему во время съёмок в фильме Брауна «В дальнем плавании», противоречит официальной биографии Октябрьского. Сам Кузнецов указывает на это и отмечает либо неточность фактов, либо намеренные купюры в биографии известного адмирала.